# Melica geyeri
Melica geyeri là một loài thực vật có hoa trong họ Hòa thảo. Loài này được Munro ex Bol. mô tả khoa học đầu tiên năm 1870.